# Tấm bia của Pasenhor
Tấm bia của Pasenhor, còn gọi là Tấm bia của Harpeson trong những tài liệu trước đây, là một cổ vật có niên đại từ năm trị vì thứ 37 của pharaon Shoshenq V (khoảng năm 730 TCN), một vị vua của thời kỳ Vương triều thứ 22 trong lịch sử Ai Cập cổ đại.

## Tổng quan
Tấm bia này thuộc về Pasenhor (B), một tư tế của thần Ptah, được tìm thấy tại đền serapeum ở Saqqara bởi nhà Ai Cập học Auguste Mariette vào năm 1852. Tấm bia bằng đá vôi, có chiều cao khoảng 29 cm, rộng khoảng 18,5 cm và dày khoảng 5,2 cm.
Tấm bia của Pasenhor hiện đang được lưu giữ tại Bảo tàng Louvre.

## Nội dung
Tấm bia được lập ra với mục đích tưởng niệm cái chết của con bò thiêng Apis diễn ra trong năm trị vì thứ 37 của pharaon Shoshenq V. Pasenhor (B), với tư cách là một tư tế của thần Ptah, đã thực hiện các nghi thức an táng cho con bò Apis này tại đền serapeum ở Saqqara. Ngoài là tư tế của Ptah, Pasenhor còn mang danh hiệu Cha của các thần; Nhà tiên tri của thần Neith.
Mặc dù tấm bia chỉ mang tính kỷ niệm, Pasenhor đã tận dụng cơ hội để ghi lại gia phả tổ tiên của chính mình lên đó. Nhờ vào những dòng chữ khắc trên đó, các nhà khảo cổ mới biết được Pasenhor vốn là một hậu duệ xa xôi của các pharaon thuộc Vương triều thứ 22. Nhiều vị vương hậu của các pharaon chưa được khảo chứng trước đây đã được biết đến nhờ vào tấm bia này.
Pasenhor đã truy ngược lại tổ tiên của mình qua 16 đời cho đến khoảng cuối Vương triều thứ 20. Ngoài tên của tổ tiên các đời, danh hiệu và tước vị của họ cũng được ghi kèm theo đó:
```
               Buyuwawa ("người 
Libya
")   
                  |                                     
            GC Mawasun 
                  |  
            GC Nebneshi
                  | 
             GC Pahuty
                  |   
           GC 
Shoshenq A
 = Mehtenweskhet A
                         |
                GF-GC 
Nimlot A
 = Tentsepeh A                       
                               |
                         P 
Shoshenq I
 = 
Karomama A

                                      |
                                P 
Osorkon I
 = 
Tashedkhonsu

                                            |
                                      P 
Takelot I
 = 
Kapes

                                                  |
                                           P 
Osorkon II
 = Djedmutesankh
                                                        |
                                                 CH 
Nimlot C
 = Tentsepeh C
                                                             |
                                                    CH Ptahudjankhef = Tentsepeh D
                                                                     |
                                                              CH Hemptah A = Tchakeme
                                                                           |
                                                                    CH Pasenhor A = Petpetdedes
                                                                                  |
                                                                           CH Hemptah B = Ithores
                                                                                        |
                                                                                    
Pasenhor B
```

- Chú thích: P = Pharaon; GC = Great Chief ("Đại thủ lĩnh"); GF = God's father ("Cha của các thần"); CH = Chief of Herakleopolis ("Lãnh chúa của vùng Herakleopolis").